# Barbara Jernejčič Fürst
Barbara Jernejčič Fürst, slovenska mezzosopranistka.
Študij zborovskega dirigiranja je zaključila pri prof. Karlu-Ernstu Hoffmanu ter pridobila naziv magistra umetnosti in operno-dramskega upodabljanja na graški Univerzi za glasbo. Izpopolnjevala se je na mojstrskih tečajih pri M. Lipovšek, Ch. Ludwig, D. Fischer-Dieskau-u, M. Martinuju, R. Pirnayu ter za baročno petje pri B. Schlick in Ch. Roussetu. 
Bila je članica Flamskega opernega studia v belgijskem Gentu in štipendistka sklada »Steans Institute for Young Artists« v okviru Ravinia festivala v Chicagu.
Gostovala je na odrih graškega Theatra in Palais, Flamske opere v Gentu in Antwerpnu, Ljubljanske in Mariborske opere,  dunajske Komorne opere in na odru Theater an der Wien, ter v okviru Glasbene mladine Ljubljanske, Festivala Ljubljana, festivala Kogojevi dnevi, Festivala Radovljica 2006, Poletja v stari Ljubljani, Slovenskih glasbenih dni, Koncertnega ateljeja DSS, Steirische Herbst, Bregenzer Festspiele, Styriarte, Internationale Woche für alte Musik Krieglach, Frühlingsfestival v Musikvereinu, Echi lontani, Festivala Retz, itd.
Sodeluje s številnimi orkestri in ansambli (Slovenska filharmonija, Simfoniki RTV Slovenija, Tonkünstler, Recreation orkester Graz, Slowind, La petite bande, Armonico Tributo Austria, Capella Musicae, Solamente naturali, Musica Aeterna, Mosaik...) s katerimi je posnela že nekaj zgoščenk, predvsem kot izvajalka novitet slovenskih in avstrijskih skladateljev (preko 50 pra- in prvih izvedb). Leta 2005 je izšla njena prva samostojna zgoščenka s celotnim opusom Marija Kogoja ob spremljavi litvanske pianistke Gaive Bandzinaite. 